# Герцштейн, Роберт Эдвин
Роберт Эдвин Герцштейн (англ. Robert Edwin Herzstein, 26 сентября 1940, Манхэттен, Нью-Йорк, США — 24 января 2015, Колумбия, Южная Каролина, США) — американский историк, профессор истории в Университете Южной Каролины. Специализировался на истории нацизма и Холокоста.
Получил особую известность благодаря своему историческому исследованию т. н. «Дела Курта Вальдхайма», в котором он раскрыл нацистское прошлое бывшего Генерального секретаря ООН.

## Биография
Родился 26 сентября 1940 года в Нью-Йорке в семье Джин Л. и Гарольда Л. Герцштейна. Его отец был юристом, а мать — домохозяйкой. Роберт учился в школе Макберни, а затем в Нью-Йоркском университете, где получил степени бакалавра, магистра и доктора.
Преподавал в Массачусетском технологическом институте и Университете Карнеги — Меллона, а с 1972 года — в Южно-Каролинском университете, где работал до выхода на пенсию в 2008 году.
Роберт Герцштейн умер 24 января 2015 года от миеломной болезни.
Был женат на Дафне Ньюман Стассин с июня 1964 года, в 1975 году развёлся. На момент смерти у него была партнёрша Фэй Флауэрс.

## Научная работа
Герцштейн опубликовал ряд книг по истории нацизма и Холокоста, в частности «Война, которую выиграл Гитлер: Геббельс и кампания в нацистских СМИ» (1978); «Адольф Гитлер и немецкая травма, 1913—1945» (1984); и «Рузвельт и Гитлер: прелюдия к войне» (1989). Он также был автором книги «Нацисты», части 39-томной серии Time-Life о Второй мировой войне, опубликованной в конце 1970-х годов. Кроме этого он написал две биографии Генри Люса, владельца журнала Time — «Генри Р. Люс: политический портрет человека, создавшего американский век» (1994) и «Генри Р. Люс, „Тайм“ и американский крестовый поход в Азию» (2005).
После официального выхода на пенсию в 2008 году Герцштейн продолжал преподавание и научные исследования. На момент своей смерти он работал над книгой об антикоммунистической деятельности Альфреда Кольберга.
Герцштейн получил особую известность благодаря своему историческому исследованию т. н. «Дела Курта Вальдхайма», в котором он раскрыл нацистское прошлое бывшего Генерального секретаря ООН. Написанная им на основании интервью с Вальдхаймом и ряда архивных документов биографическая книга «Вальдхайм: пропавшие годы», изданная в 1988 году, стала поводом для публичного обсуждения соучастия Австрии в преступлениях нацистского режима. По словам Герцштейна, тот факт, что «Вальдхайм играл значительную роль в военных подразделениях, которые, несомненно, совершили военные преступления, делает его по меньшей мере моральным соучастником этих преступлений», хотя он лично не принимал участия, не отдавал приказов и не подстрекал к совершению военных преступлений. При этом найденные Герцштейном в архивах документы доказывали, что Вальдхайм во время службы в оккупированной Греции был «пособником актов депортации» и других военных преступлений. По мнению Герцштейна, «трудно поверить, что этот амбициозный молодой штабной офицер, успех которого во многом основывался на его способности быть в курсе происходящего, мог не заметить, что большая часть еврейской общины Салоник — почти треть населения города — была отправлена в Освенцим». Хотя Вальдхайм заявлял о своём неведении относительно зверств, совершенных его сослуживцами, Герцштейн показал, что Вальдхайм собирал, анализировал и сообщал подробности о различных немецких воинских частях, которые участвовали в резне, массовых депортациях, допросах под пытками и других военных преступлениях, включая истребление евреев Греции и Балкан.
Герцштейн активно выступал в поддержку «Закона о свободе информации» и требовал открытия архивов, относящихся к периоду Холодной войны. 14 июля 1998 года на заседании Подкомитета по государственному управлению, информации и технологиям Палаты представителей США он утверждал, что «по крайней мере двадцать восемь лет лица, работающие по крайней мере в двух агентствах, защищали Вальдхайма и распространяли ложную информацию о нём» благодаря тому, что документы этого периода были засекречены.
Герцштейну ложно приписывалась несуществующая цитата Гитлера о начале «Третьей мировой войны», якобы опубликованная в книге «Нацисты», в которой Гитлер называл чернокожих американцев «истинными евреями» и утверждал, что его смерть спровоцирует новый мировой конфликт. Такой цитаты в книге Герцштейна нет, хотя она была опубликована в сети Интернет более 10 тысяч раз.